# Am Waatsack

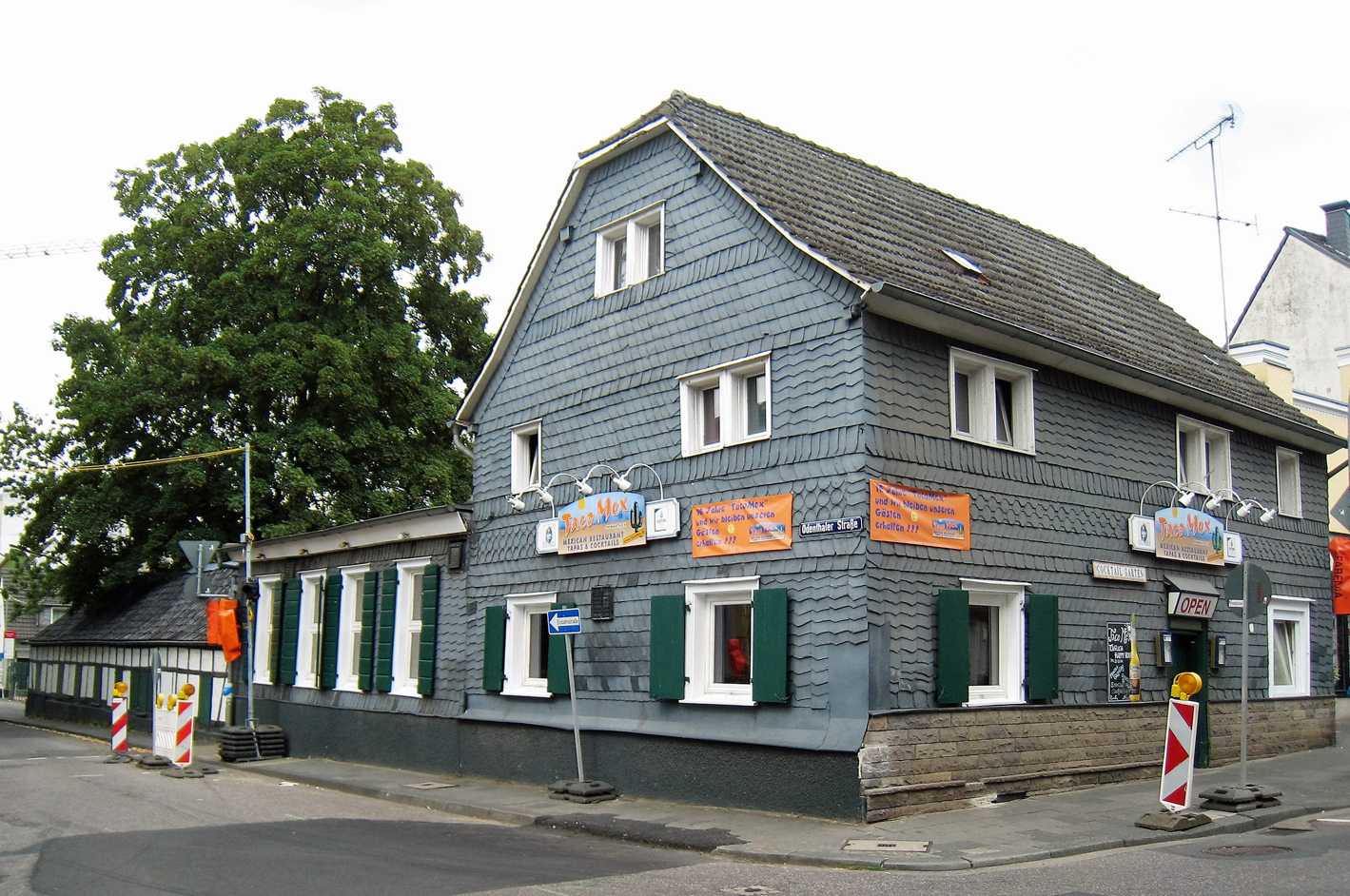
Gaststätte Am Waatsack 2016

Am Waatsack oder Waatsack ist eine Gaststätte im Stadtteil Stadtmitte von Bergisch Gladbach im Rheinisch-Bergischen Kreis. Im 19. Jahrhundert war es auch als Wohnplatz verzeichnet.

## Geschichte
Der Waatsack an der Hauptstraße 273 ist eins der wenigen historischen Gebäude in typisch bergischer Bauweise, das bis heute in der Stadtmitte erhalten geblieben ist. Es wurde 1792 als Fachwerkhaus mit einem Krüppelwalmdach gebaut. Nach 1900 hat man es verschiefert. Der Name Waatsack geht möglicherweise auf seine erhöhte Lage etwas oberhalb der ehemals sumpfigen und hochwassergeprägten Strundeaue zurück. Möglicherweise weist dabei das mittelhochdeutsche Wort „Wuorde“ auf ein leicht erhöhtes Grundstück hin; der Zusatz „ack“ kann als Ecke gedeutet werden. Am Waatsack hieße demnach An der erhöhten Ecke. Noch heute trägt der zurzeit verdeckte Eichenbalken über dem Eingang die Inschrift:

„Ano 1792 D: 9 in AuG Haben die EheLeut Peter Kierdorff unt Maria Christina Lommerzens Dies Haus Gebaut. Gott bewar es Für Allem Übel.“

### Geschichte des Wohnplatzes
Das Gut ist seit mindestens der frühen Neuzeit bekannt, bis 1595 unter dem Namen Schmitsgut. Der Bewohner Johann Waatsack verkaufte es in der Zeit an die Kirche in Gladbach, daher der spätere Name.  Zu der Zeit gehörte es zur Honschaft Gladbach.
Unter der französischen Verwaltung zwischen 1806 und 1813 wurde das bergische Amt Porz aufgelöst und der Waatsack wurde politisch der Mairie Gladbach im Kanton Bensberg zugeordnet. 1816 wandelten die Preußen die Mairie zur Bürgermeisterei Gladbach im Kreis Mülheim am Rhein. Mit der Rheinischen Städteordnung wurde Gladbach 1856 Stadt, die dann 1863 den Zusatz Bergisch bekam. Der Waatsack ist ab der Topographischen Aufnahme der Rheinlande von 1824 auf Messtischblättern regelmäßig ohne Namen verzeichnet.
| Jahr | Einwohner | Wohn- gebäude | Kategorie                  | Benennung |
| ---- | --------- | ------------- | -------------------------- | --------- |
| 1822 | 7         |               | Wirtshaus                  | Watsok    |
| 1830 | 34        |               | Wirtshaus                  | Wathsock  |
| 1845 | 18        | 2             | Wirtshaus und Ackergütchen | Wathsack  |
| 1871 | 43        | 3             | Hofstelle                  | Wathsack  |
| 1885 | 21        | 1             | Wohnplatz                  | Waatsack  |

## Etymologie
Der Name stammt leitet sich her aus Wat (Stoff aus Leinen), mithin also der Mantelsack.

## Baudenkmal
Die Gaststätte Am Waatsack ist als Denkmal Nr. 103 in die Liste der Baudenkmäler in Bergisch Gladbach eingetragen.